# Phạm Bình Minh
Pham Binh Dinh, né le 26 mars 1959 dans la province de Nam Định, est l'actuel ministre des Affaires étrangères du Viêt Nam. Il est le fils de l'ancien ministre des Affaires étrangères Nguyễn Cơ Thạch (1921-1998).
Pham Binh Dinh est membre du Comité central du parti communiste vietnamien.

## Carrière
Après des études à l'institut des relations internationales, il entre en 1981 au ministère des Affaires étrangères. Un an plus tard, en 1982, il devient attaché d'ambassade à Londres. En 1991 (année de la retraite de son père), il devient directeur adjoint du département des organisations internationales au ministère des Affaires étrangères.
En 1999, il est nommé ambassadeur auprès des Nations unies et de 2001 à janvier 2003, chef de mission adjoint à l'ambassade de Washington. Ensuite, il est directeur du département des organisations internationales.
Il est nommé sous-ministre des Affaires étrangères en 2007 et, en août 2011, ministre des Affaires étrangères, lors de la XIIIe assemblée du parti.
Il est nommé vice-Premier ministre le 13 novembre 2013.